# أحمد الظاهري
أحمد حمد الظاهري مواليد 12 يناير 2002 في ، السعودية، هو لاعب كرة قدم سعودي يلعب في الدفاع في نادي شرورة.

## مسيرة اللاعب
لعب في نادي القلعة في الفئات السنية و لعب بعدها مع نادي الثقبة ونادي بيش ونادي شرورة.